# شارل ريشه
شارل روبير ريشه (بالفرنسية: Charles Robert Richet) ـ (25 أغسطس 1850 ـ 4 ديسمبر 1935)، عالم وظائف أعضاء فرنسي، كانت له أبحاث في عدة مجالات منها الكيمياء العصبية والهضم والتحكم في حرارة الجسم في ذوات الدم الحار والتنفس. حصل على جائزة نوبل في الطب عام 1913 تقديراً لأبحاثه حول التأق (الصدمة الاستهدافية). كما قضى سنوات عديدة من عمره في دراسة الظواهر الروحانية في جمعية الأبحاث النفسية.

## حياته
في سنة 1887 عين ريشيه أستاذًا لعلم وظائف الأعضاء بالكوليج دو فرانس، وفي عام 1899 اختير عضوًا بأكاديمية الطب.
كان حصوله على جائزة نوبل في الطب سنة 1913 تقديرًا لأبحاثه عن ظاهرة التأق بالاشتراك مع بول بورتييه، وهي الأبحاث التي ساعدت في توضيح كنه حمى القش والربو وغيرهما من أمراض فرط الاستحساس للمواد الغريبة. في العام التالي لحصوله على جائزة نوبل اختير ريشيه عضوًا بأكاديمية العلوم الفرنسية.
كانت لريشيه اهتمامات متشعبة؛ إذ شملت كتاباته عددًا من الكتب في التاريخ وعلم الاجتماع والفلسفة وعلم النفس، كما كتب بعض المسرحيات والأشعار، وكان من رواد الطيران.
إلى جانب ذلك كان له اهتمام عميق بدراسة الإدراك فوق الحسي والتنويم المغناطيسي. وقد أسس دورية «حوليات العلوم النفسية» (بالفرنسية: Annales des sciences psychiques) سنة 1891، وظل طيلة حياته على صلة بعدد من مشاهير الروحانيين والمشتغلين بالعلوم الخفية في عصره مثل ألبرت فون شرينك-نوتزنغ وفريدريك وليم هنري مايرز وغابرييل ديلان.
في سنة 1905 اختير ريشيه رئيسًا لجمعية أبحاث الظواهر الخارقة (بالإنجليزية: Society for Psychical Research) بالمملكة المتحدة، وفي سنة 1919 صار رئيسًا شرفيًا للمعهد الدولي لعلوم ما وراء الطبيعة (بالفرنسية: Institut Métapsychique International) بباريس، ثم صار رئيسًا فعليًا له سنة 1929.

## كتاباته
شملت كتابات ريشيه في علوم ما وراء الطبيعة ـ التي أصبحت محور كتاباته في آخر حياته ـ عدة مؤلفات، من بينها:
- رسالة في الماورائيات (بالفرنسية: Traité de Métapsychique) ـ 1922
- حاستنا السادسة (بالفرنسية: Notre Sixième Sens) ـ 1928
- المستقبل والهاجس (بالفرنسية: L'Avenir et la Prémonition) ـ 1931
- الأمل الكبير (بالفرنسية: La grande espérance) ـ 1933

## روابط خارجية
- شارل ريشه على موقع الموسوعة البريطانية (الإنجليزية)
- شارل ريشه على موقع إن إن دي بي (الإنجليزية)